# Liste des préfets de l'Isère
Liste des préfets du département de l'Isère depuis la création du département. 
Le siège de la préfecture est situé place de Verdun à Grenoble depuis 1867 et dans l'ancien Hôtel de Lesdiguières auparavant.

## Liste des préfets

### Consulat et Premier Empire (1800-1814)
| Période         | Période | Identité                     | Fonction précédente | Observation |
| --------------- | ------- | ---------------------------- | ------------------- | ----------- |
| 2 mars 1800     |         | Gabriel-Joseph-Xavier Ricard |                     |             |
| 12 février 1802 |         | Joseph Fourier               |                     |             |

### Cent-Jours
| Période      | Période | Identité                    | Fonction précédente | Observation |
| ------------ | ------- | --------------------------- | ------------------- | ----------- |
| 20 mars 1815 |         | Claude Colaud de La Salette |                     | Par intérim |
| 4 mai 1815   |         | le baron Bourdon de Vatry   |                     |             |

### Seconde Restauration (1815-1830)
| Période          | Période | Identité                                      | Fonction précédente                   | Observation |
| ---------------- | ------- | --------------------------------------------- | ------------------------------------- | ----------- |
| 14 juillet 1815  |         | Casimir Guyon de Montlivault                  | Préfet des Vosges                     |             |
| 17 octobre 1816  |         | Anne-Ferdinand-Louis de Bertier de Sauvigny   | Préfet du Calvados                    |             |
| 27 août 1817     |         | Augustin Choppin d’Arnouville                 | Maître des requêtes au Conseil d'État |             |
| 30 janvier 1820  |         | Charles Lemercier de Longpré, baron d'Haussez | Préfet du Gard                        |             |
| 7 avril 1824     |         | Jules de Calvières                            | Préfet du Vaucluse                    |             |
| 10 décembre 1828 |         | Antoine Finot                                 | Préfet du Cher                        |             |

### Monarchie de Juillet (1830-1848)
| Période           | Période | Identité              | Fonction précédente | Observation |
| ----------------- | ------- | --------------------- | ------------------- | ----------- |
| 20 septembre 1830 |         | Adrien de Gasparin    |                     |             |
| 19 janvier 1832   |         | Maurice Duval         |                     |             |
| 12 mai 1832       |         | Baron Charles Pellenc |                     |             |
| 31 juillet 1847   |         | Jean Pascal           |                     |             |

### Deuxième République (1848-1852)
| Période          | Période | Identité                       | Fonction précédente | Observation |
| ---------------- | ------- | ------------------------------ | ------------------- | --- |
| 8 juin 1848      |         | Ferdinand Reymond              |                     | également maire provisoire de Grenoble du 5 mai au 25 août 1848 |
| 24 janvier 1849  |         | Jean Louis Camille Dausse      |                     | |
| 22 août 1849     |         | Grégoire Bordillon             |                     | |
| 20 novembre 1849 |         | Vicomte Octave de Barral       |                     | (non acceptant) |
| 2 décembre 1849  |         | Alceste de Chapuys-Montlaville |                     | Maire de Chardonnay Conseiller général du canton de Beaurepaire-en-Bresse (de 1833 à 1839) Conseiller général du canton de Lugny (de 1842 à 1848 et de 1855 à sa mort) Député de Saône-et-Loire (de 1833 à 1848) Préfet de la Haute-Garonne (de 1852 à 1853) Sénateur (de 1853 à 1868) Historien |
| 30 avril 1852    |         | Jean Berard                    |                     | |

### Second Empire (1852-1870)
| Période           | Période | Identité                          | Fonction précédente | Observation |
| ----------------- | ------- | --------------------------------- | ------------------- | ----------- |
| 26 novembre 1856  |         | Augustin Le Provost De Launay     |                     |             |
| 3 février 1859    |         | Baron Pardoux Massy (Oscar Massy) |                     |             |
| 19 septembre 1862 |         | Hippolyte Ponsard                 |                     |             |
| 12 mars 1864      |         | Paul Odent                        |                     |             |
| 16 octobre 1865   |         | Daniel Pastoureau                 |                     |             |
| 30 avril 1868     |         | Olivier Reneufve                  |                     |             |
| 28 juillet 1869   |         | Pierre de Vallavielle             |                     |             |
| 7 septembre 1870  |         | Marc Antoine Brillier             |                     |             |
| 6 octobre 1870    |         | Paul Dumarest                     |                     |             |

### Troisième République (1870-1941)
| Période                  | Période | Identité                         | Fonction précédente | Observation |
| ------------------------ | ------- | -------------------------------- | ------------------- | ----------- |
| 25 mars 1871             |         | Henri Doniol                     |                     |             |
| 24 janvier 1872          |         | Eugène Poubelle                  |                     |             |
| 15 février 1873          |         | Prosper André                    |                     |             |
| 13 avril 1876            |         | Jean Baptiste Lauras             |                     |             |
| 18 décembre 1877         |         | Gustave Servois                  |                     |             |
| 1er novembre 1878        |         | Léonce Ribert                    |                     |             |
| 8 mars 1881              |         | Jules Manias                     |                     |             |
| 25 novembre 1881         |         | Jules Pointu Norée               |                     |             |
| 12 février 1886          |         | Charles Massat                   |                     |             |
| 7 août 1887              |         | Georges Delatte                  |                     |             |
| 12 février 1890          |         | François Robert                  |                     |             |
| 12 septembre 1894        |         | Pierre Roger                     |                     |             |
| 28 février 1896          |         | Edouard De Luze                  |                     |             |
| 13 septembre 1897        |         | Achille Tournier                 |                     |             |
| 16 juillet 1898          |         | Christian Nanot                  |                     |             |
| 28 juin 1901             |         | Heni Boncort                     |                     |             |
| 3 mai 1913               |         | Romain Emile Tenot               |                     |             |
| 16 novembre 1920         |         | Charles Maulfond                 |                     |             |
| 5 septembre 1921         |         | Hilaire Toussaint Octave Delfini |                     |             |
| 1er mars 1925            |         | Joseph Desmars                   |                     |             |
| 16 août 1930             |         | Joesph Susini                    |                     |             |
| 6 juin 1939 (pour ordre) |         | Louis Contencin                  |                     |             |
| 6 juin 1939              |         | Jean Surchamp                    |                     |             |

### Régime de Vichy (1941-1945)
| Période         | Période       | Identité        | Fonction précédente | Observation                                                              |
| --------------- | ------------- | --------------- | ------------------- | ------------------------------------------------------------------------ |
| 8 août 1940     |               | Raoul Didkowski |                     | Collaborateur, protège les Juifs à partir de 1942. Déporté à Buchenwald. |
| 16 août 1943    | novembre 1943 | Paul Balley     |                     |                                                                          |
| 6 novembre 1943 |               | Jacques Henry   |                     |                                                                          |
| 24 janvier 1944 |               | Roger Homo      |                     |                                                                          |
| 23 juin 1944    |               | Philippe Frantz |                     | Assassiné le 1er août 1944 par la Résistance                             |

### GPRF et Quatrième République (1945-1958)
| Période        | Période | Identité       | Fonction précédente | Observation |
| -------------- | ------- | -------------- | ------------------- | ----------- |
| 22 août 1944   |         | Albert Reynier |                     |             |
| 2 février 1949 |         | Roger Ricard   |                     |             |
| 4 juin 1955    |         | Francis Raoul  |                     |             |

### Cinquième République (depuis 1958)
| Période           | Période          | Identité               | Fonction précédente                                                          | Observation                                    |
| ----------------- | ---------------- | ---------------------- | ---------------------------------------------------------------------------- | ---------------------------------------------- |
| 17 avril 1961     |                  | Maurice Doublet        |                                                                              |                                                |
| 10 août 1966      |                  | Louis Verger           |                                                                              |                                                |
| 9 octobre 1969    | 13 juin 1974     | Jean Vaudeville        |                                                                              | Nomme préfet du Val-de-Marne                   |
| 13 juin 1974      |                  | René Jannin            | Préfet du Val-de-Marne                                                       |                                                |
| 13 septembre 1978 | 16 juillet 1981  | Jean-Claude Aurousseau | Préfet de la Guadeloupe                                                      | Nommé préfet de la Seine-Saint-Denis           |
| 16 juillet 1981   | 6 août 1985      | Jean-Pierre Pensa      |                                                                              | Nommé préfet des Alpes-Maritimes               |
| 6 août 1985       | 1987             | Jean Mingasson         | Préfet de la Drôme                                                           |                                                |
| 12 décembre 1987  | 1989             | Jean-Paul Proust       | Directeur de la défense et de la sécurité civile au ministère de l'intérieur | Nommé préfet de la Guadeloupe                  |
| 6 décembre 1989   | 10 juillet 1991  | René Vial              | Préfet de l'Aisne                                                            | Admis au bénéfice du congé spécial             |
| 10 juillet 1991   | 13 juillet 1995  | Joël Gadbin            | Préfet de la Meuse                                                           | Nommé préfet hors cadre                        |
| 3 août 1995       | 16 décembre 1998 | Jean-René Garnier      | Préfet du Morbihan                                                           | Nommé préfet des Alpes-Maritimes               |
| 16 décembre 1998  | 5 mai 2003       | Alain Rondepierre      | Préfet du Tarn                                                               | Nommé préfet hors cadre                        |
| 5 mai 2003        | 23 février 2006  | Michel Bart            |                                                                              | Nommé préfet des Hauts-de-Seine                |
| 9 mars 2006       | 11 décembre 2008 | Michel Morin           | Préfet de la Loire                                                           | Nommé préfet hors cadre                        |
| 11 décembre 2008  | 22 juillet 2010  | Albert Dupuy           |                                                                              | Nommé préfet hors cadre                        |
| 22 juillet 2010   | 1er août 2012    | Éric Le Douaron        | Préfet de la Meuse                                                           | Nommé préfet hors cadre                        |
| 1er août 2012     | 11 février 2015  | Richard Samuel         | Préfet de Maine-et-Loire                                                     | Nommé préfet hors cadre                        |
| 19 février 2015   | 6 mai 2016       | Jean-Paul Bonnetain    | Préfet de police des Bouches-du-Rhône                                        |                                                |
| 6 mai 2016        | 19 mai 2021      | Lionel Beffre          | Haut-commissaire de la République en Polynésie française                     | Nommé préfet de Seine-et-Marne                 |
| 19 mai 2021       | 21 août 2023     | Laurent Prévost        | Haut-commissaire de la République en Nouvelle-Calédonie                      |                                                |
| 21 août 2023      | 4 novembre 2024  | Louis Laugier          | Préfet du Haut-Rhin                                                          | Nommé directeur général de la police nationale |
| 6 novembre 2024   | En cours         | Catherine Séguin       | Préfète de l'Oise                                                            |                                                |